# Hypothèses planétaires
Hypothèses planétaires (ou Livre des hypothèses planétaires, parfois abrégé en Livre des hypothèses) est un ouvrage de l'astronome Claude Ptolémée dont seule une partie nous est parvenue. L'ouvrage aurait été écrit pour faire suite à l'Almageste.

## Présentation

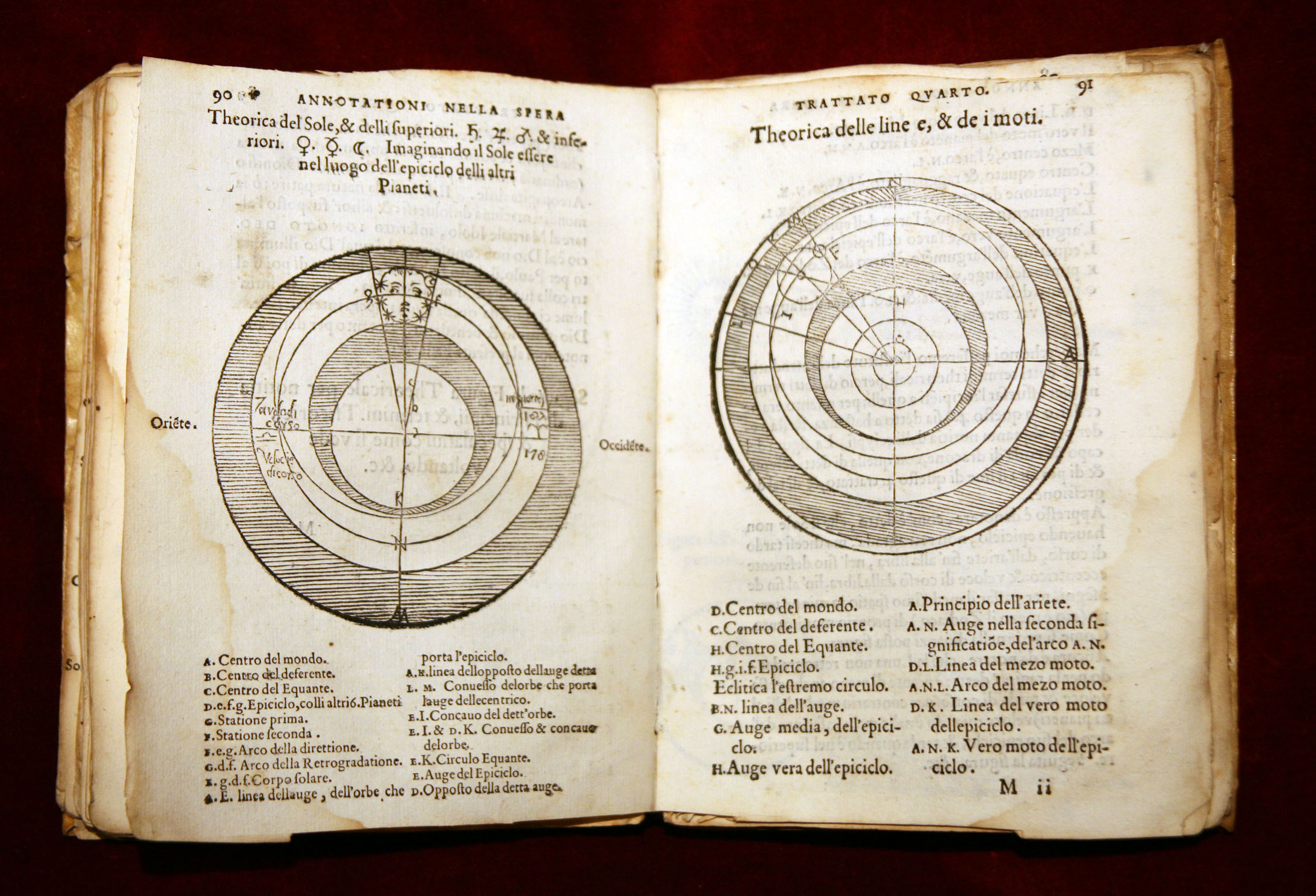
Système de Ptolémée représenté dans un ouvrage de Joannes de Sacrobosco, De sphaera mundi

La première partie des Hypothèses planétaires de Ptolémée, et la seule partie qui subsiste en grec, est décrite par Ptolémée comme un résumé succinct des modèles planétaires présentés dans l'Almageste. Dans les Hypothèses planétaires, Ptolémée résume les modèles planétaires dont il discute en détail dans l'Almageste, en apportant cependant des modifications concernant les mouvements moyens pour tenir compte de nouvelles observations. Il donne la moyenne des mouvements sous deux formes différentes : d'abord, en termes de périodes "simples, non mélangées" et ensuite, en termes de périodes "particulières, complexes", qui sont des approximations des combinaisons linéaires des périodes simples.

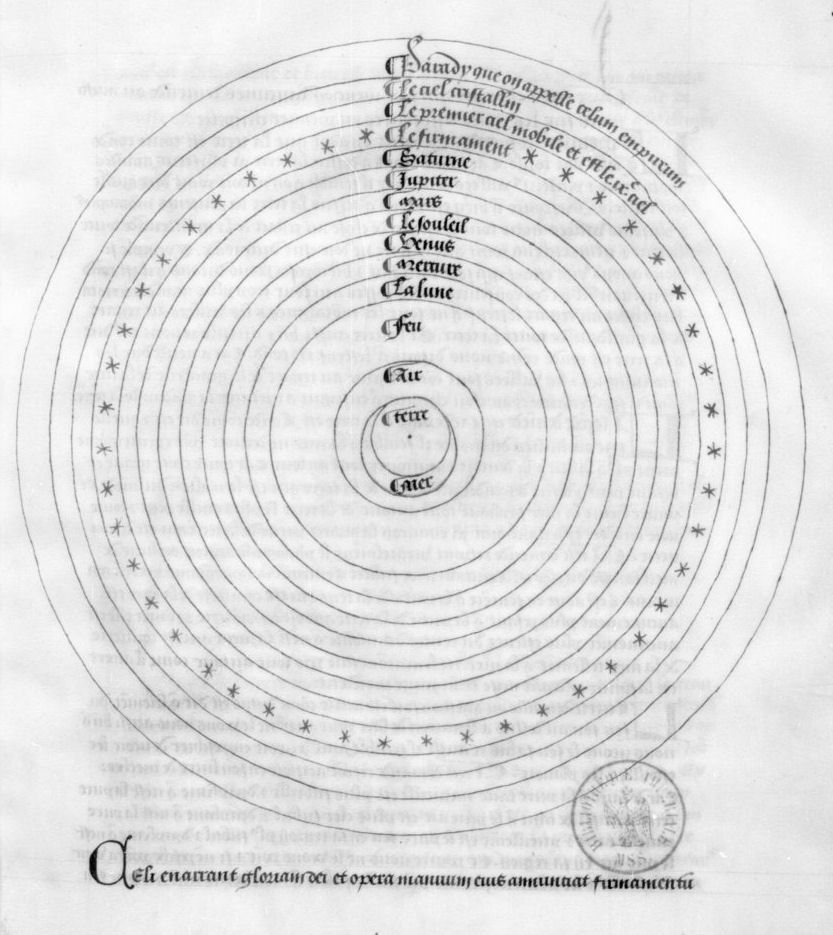
Représentation du système de Ptolémée, dessin de Jean Fusoris

Pour autant, ses Hypothèses planétaires allaient au-delà du modèle mathématique de l'Almageste pour présenter une réalisation physique de l'univers comme un ensemble de sphères imbriquées, dans lesquelles il utilisait les épicycles de son modèle planétaire pour calculer les dimensions de l'univers. Pour estimer la plus petite distance entre les planètes, il fit l'hypothèse qu'elle devait être égale à la distance Terre-Lune qu'il avait déjà établie à 64 fois le rayon terrestres résultat qu'il a mentionné dans l'Almageste.
Il a estimé que le Soleil se trouvait à une distance moyenne de 1 210 rayons terrestres (la distance moyenne Terre-Soleil est plutôt de l'ordre de 25 000 rayons terrestres), alors que le rayon de la sphère des étoiles fixes était de 20 000 fois le rayon de la Terre selon ce qu'il avait estimé.